# 2024년 이란의 이스라엘 공습
2024년 이란의 이스라엘 공습 또는 작전명 제1차 진실된 약속 작전(페르시아어: وعده صادق va'de-ye sādeq),은 2024년 4월 13일 밤부터 4월 14일까지 이란이 드론과 순항 미사일, 탄도 미사일을 이용하여 이스라엘 및 이스라엘이 점령한 골란고원을 공격한 것을 가리킨다. 이 작전은 2024년 4월 1일 16명의 사망자가 발생했던 2024년 다마스쿠스 주재 이란 영사관 공습에 대한 보복 작전이다.
이란은 이스라엘 공습에 드론 170기, 순항 미사일 30발, 그리고 탄도 미사일 120발을 사용했으며, 이스라엘은 이란의 공격을 막기 위해 애로우 3와 데이비드 슬링을 사용했다. 이란이 발사한 미사일을 격추하기 위해 미국 공군, 영국 공군, 요르단 공군이 이스라엘을 도왔으며 프랑스가 요르단의 요청으로 작전에 개입했다.
이스라엘 측은 이란이 발사한 미사일 중 99%가 아이언실드 작전을 통해 격추되었다고 주장했지만, 미국 측 공식 자료는 9발의 미사일이 이스라엘의 공군 기지 2곳에 떨어졌다고 전했다.
이 공습은 적의 대공방어를 뚫기 위해 역사상 가장 많은 수의 드론이 기용된 공격이었다. 또한 이라크가 1991년에 이스라엘을 미사일로 공격한 후 33년만에 처음으로 이스라엘의 본토가 공격받은 사례가 되으며, 이란으로서는 최초로 이스라엘을 직접 타격한 것이다. 이란의 공격은 세계 각국의 주목을 받았으며, 미국 등 친서방 국가에서는 이란의 공격을 비난하기도 하였다. 유엔은 이란의 공격을 비판하였는데, 이번 공습이 본격적인 전쟁으로 확전될 수도 있음이 주된 비판의 내용이었다. 이스라엘은 공습 며칠 뒤인 4월 18일에 즉각 보복하였다.

## 같이 보기
- 2024년 이스라엘의 이란 공습
- 2024년 10월 이란의 이스라엘 공습